# Hypopygiopsis
Hypopygiopsis este un gen de muște din familia Calliphoridae.

Cladograma conform Catalogue of Life:
| Hypopygiopsis | \| \| Hypopygiopsis fumipennis \| \| \| \| \| \| Hypopygiopsis robusta \| \| \| \| \| \| Hypopygiopsis tumrasvini \| \| \| \| \| \| Hypopygiopsis violacea \| \| \| \| |
|               | \| \| Hypopygiopsis fumipennis \| \| \| \| \| \| Hypopygiopsis robusta \| \| \| \| \| \| Hypopygiopsis tumrasvini \| \| \| \| \| \| Hypopygiopsis violacea \| \| \| \| |
|               | Hypopygiopsis fumipennis |
|               | |
|               | Hypopygiopsis robusta |
|               | |
|               | Hypopygiopsis tumrasvini |
|               | |
|               | Hypopygiopsis violacea |
|               | |